# 脾実
脾実（ひじつ）は、漢方医学で言う消化器系や循環器系など全般の機能亢進によりおこる症状。

## 概要
漢方医学では六臓のうち脾（現在の膵臓も含む）は五行思想で言う土を司る機能を指し、六腑で言えば胃、五官で言えば口、五体で言えば肌肉に相当するため脾の機能の亢進は（西欧医学で言う脾臓や膵臓の機能障害とは異なる）警戒心が強く不安になるなどがあらわれるとされる。

## 対処
鍼灸においては五行や東洋医学の治療方針の関係から五行では自経が実すれば、その子を瀉すとされており、この場合、土の気である脾が実すれば金の気である子の肺を瀉せとされており、脾経の商丘穴、肺経の経渠穴が用いられる。